# Heritage (Automarke)

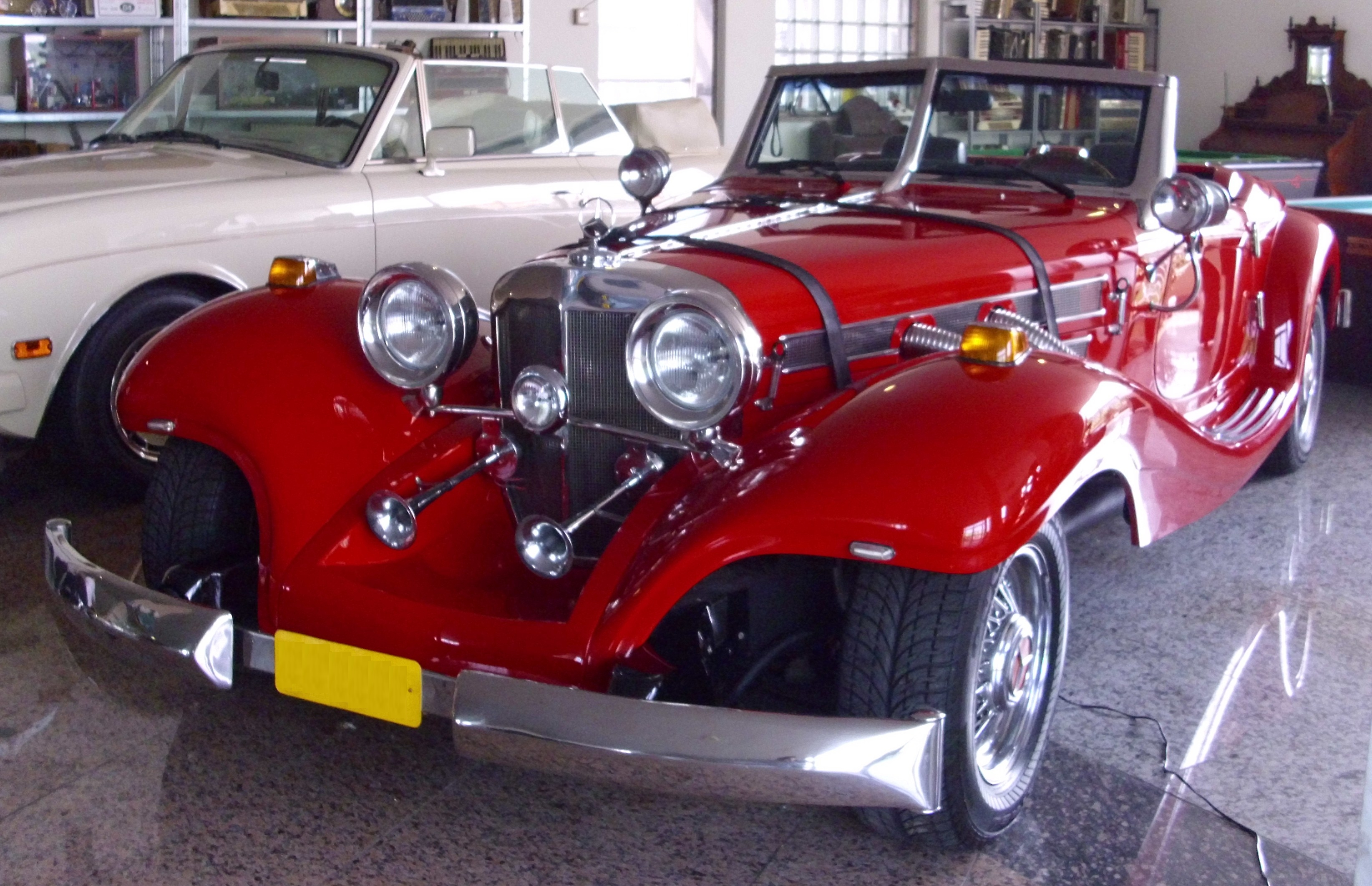
Heritage 500 K

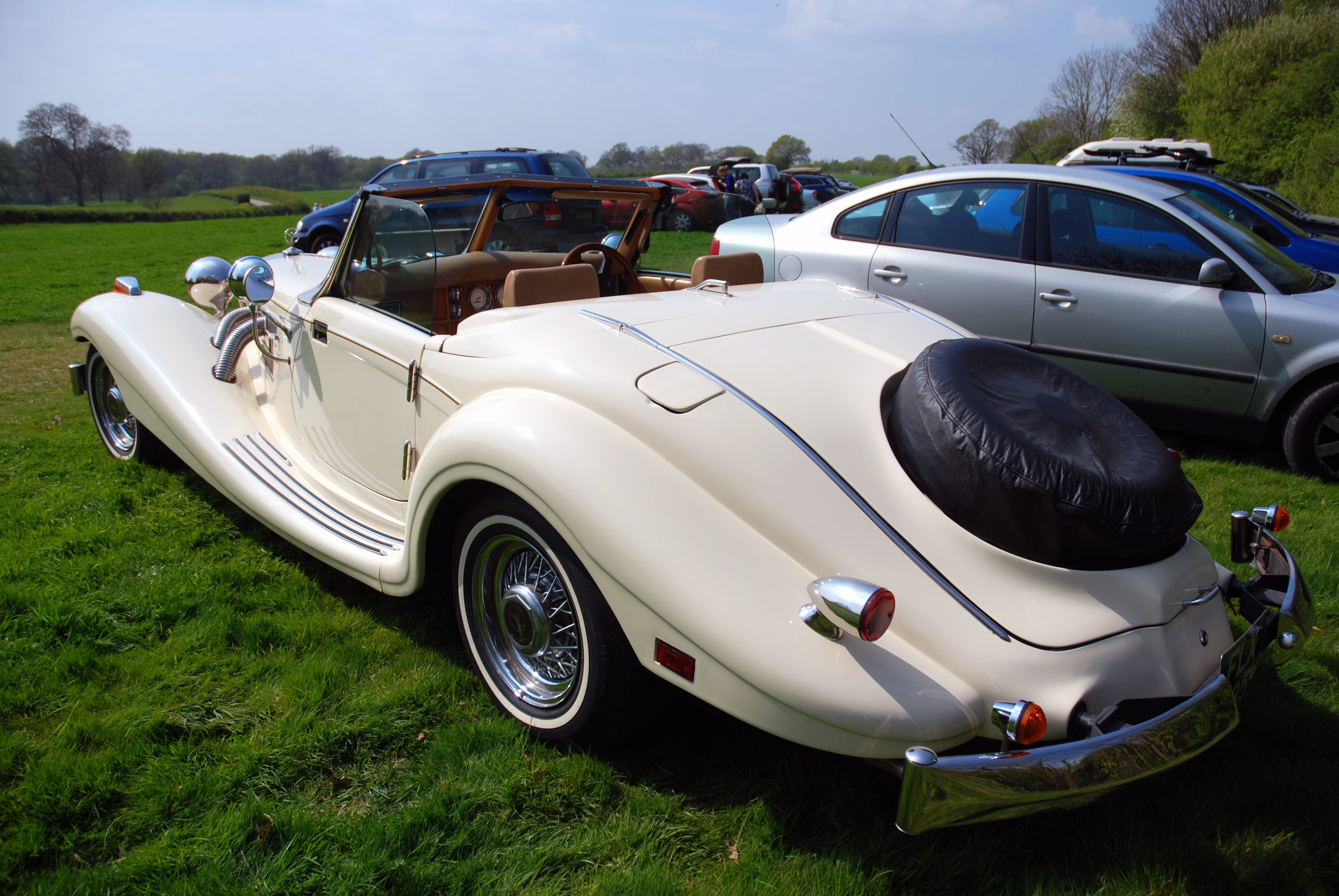
Heckansicht

Heritage, in manchen Quellen mit dem Zusatz Automotive, war eine US-amerikanische Automarke.

## Markengeschichte
Ab 1986 ist Heritage Automotive & Fiberglass Replicar Bodies Ltd. aus Posen in Illinois als erster Hersteller überliefert. Es stellte Automobile und Kit Cars her.
Dann folgte Heritage Motor Cars Inc.  aus Miami in Florida.  Das war laut zweier Quellen 1989. Am 18. April 1989 wurde die Marke Heritage Legacy geschützt. Dieser Schutz wurde am 5. November 1993 aufgelöst. Zwischen 1991 und 1994 kam es laut einer Quelle zu einer Zusammenarbeit mit Classic Roadsters.  Dieses Unternehmen wurde 1991, 1993 oder 1994  aufgelöst.
Ab 1994 gab es Heritage Industries mit Sitz in Frazee in Minnesota. 1999 oder 2001 endete die Produktion.
Special Cars Europe GmbH aus München vertrieb 1991 die Fahrzeuge in Deutschland.

## Fahrzeuge
Im Angebot standen Nachbildungen. Der Evolution ähnelte dem Ferrari F40 und basierte auf dem Pontiac Fiero.  Der Magnum war dem Ferrari 308 nachempfunden und der Rossa dem Ferrari Testarossa.
Der 500 K war die Nachbildung eines Mercedes-Benz 500 K. Ein V8-Motor von Chevrolet trieb die Fahrzeuge an. In deutschen und englischen Anzeigen trug das Fahrzeug den Modellnamen Legacy. Ein anderes Modell ähnelte dem Mercedes-Benz 540 K.
Außerdem gab es Nachbauten vom AC Cobra, vom Lamborghini Countach sowie von einem Modell von Duesenberg.
Nach 1994 ist nur noch der 500 K überliefert. Das britische Auktionshaus H & H versteigerte am 16. April 1997 ein Fahrzeug von 1990 an und erwartete einen Preis von 20.000 bis 22.000 Britische Pfund. Ein Händler aus Iowa bot Anfang 2017 ein Fahrzeug von 1988 an und forderte 39.900 US-Dollar. Ein anderer Händler bot ein Fahrzeug an, das auf 2001 datiert ist.